# Svolvær

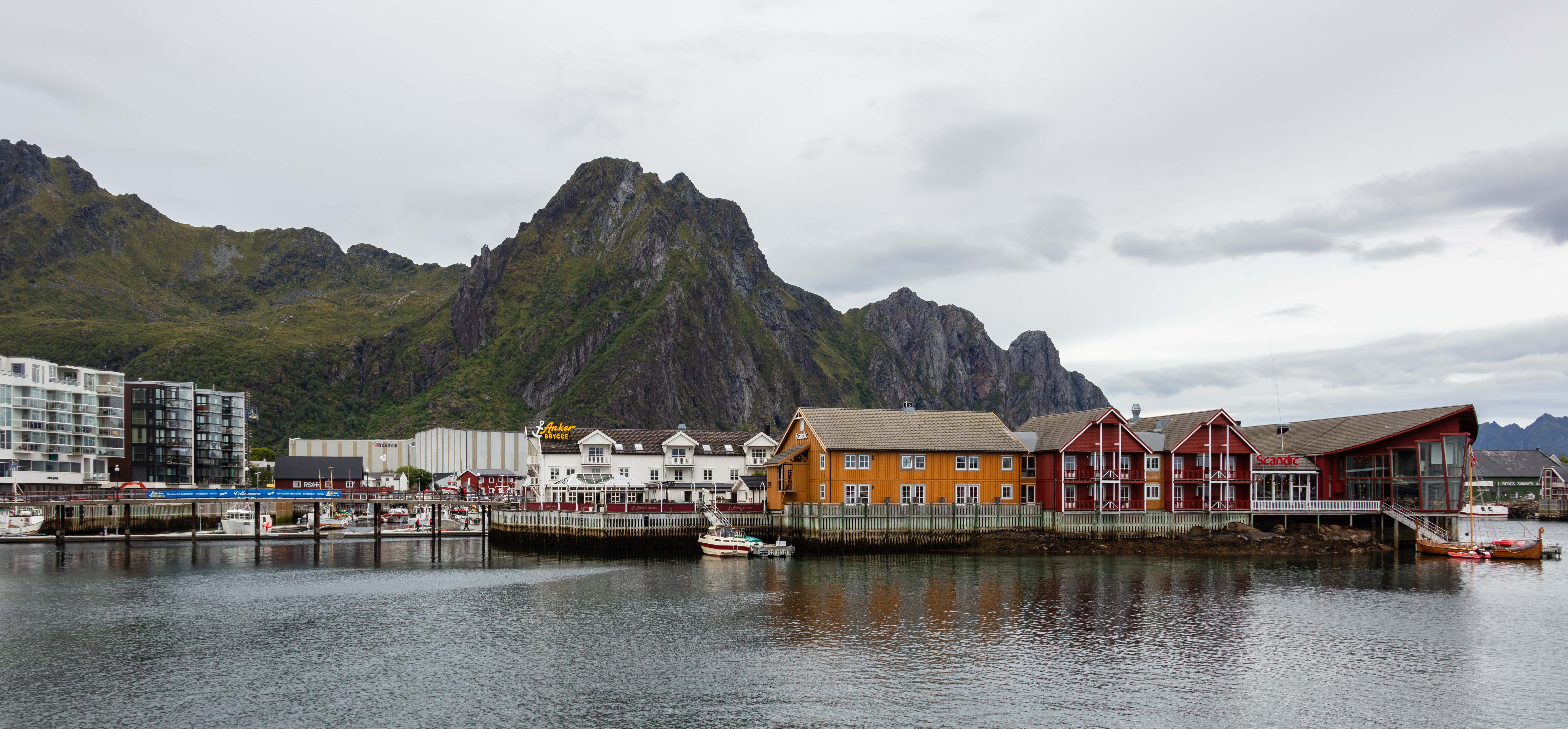
Vista del Svolvær.

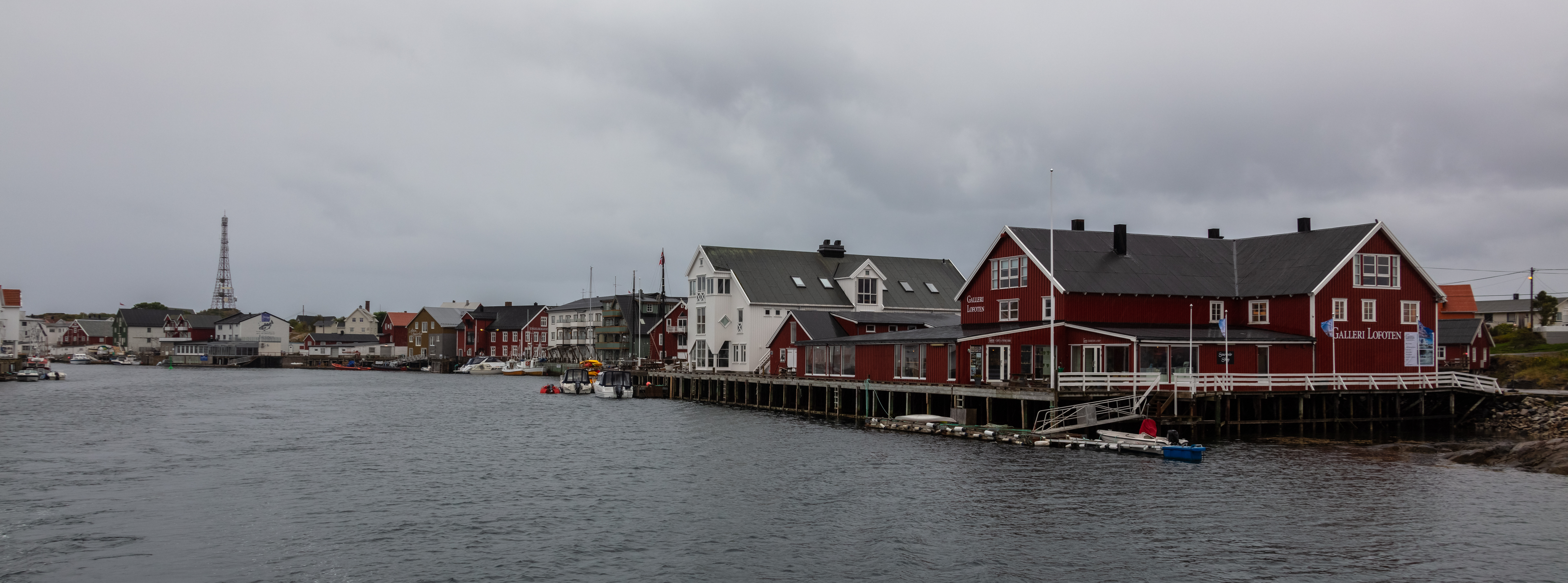
Puerto.

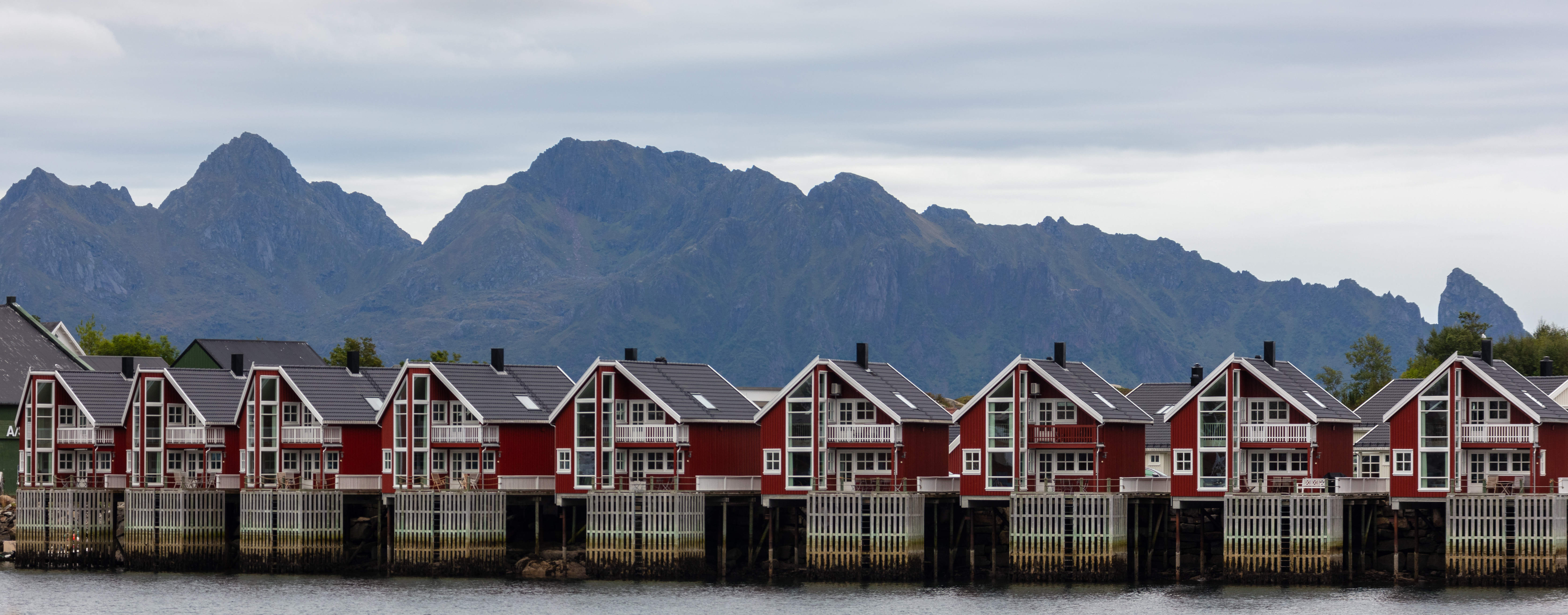
Fila de casas.

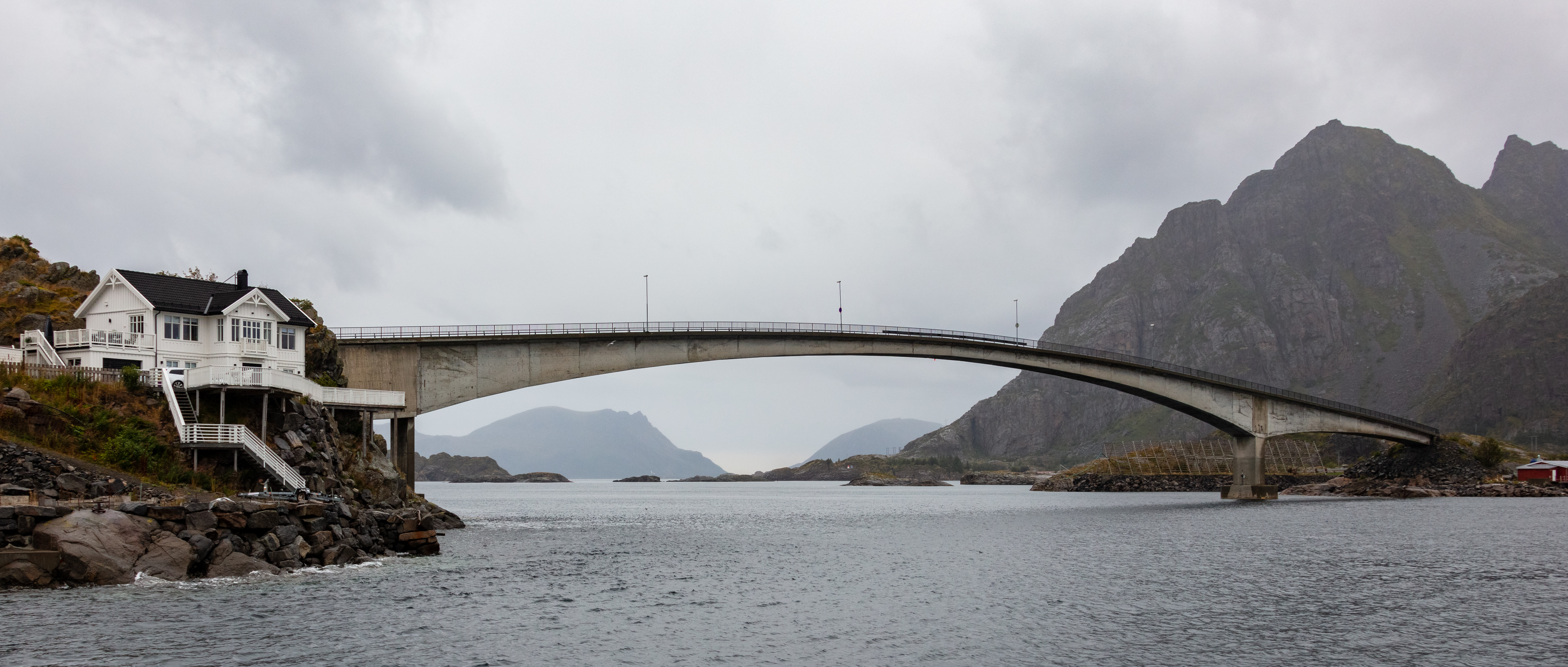
Puente hacia el centro.

Svolvær (pronunciado Svolværⓘ) es el centro administrativo del municipio de Vågan, en la provincia de Nordland, que se encuentra en las islas Lofoten, en Noruega. Vågan cuenta con una población total de unos 9200 habitantes, mientras que Svolvær concentra casi la mitad de ellos, alcanzando los 4378 a fecha del 1 de enero de 2006. Se encuentra en una latitud bastante elevada, por encima del círculo polar ártico.
Svolvær se separó de Vågan como ciudad y como municipio independiente en 1919, pero el 1 de enero de 1964 volvió a formar parte de Vågan.

## Historia y economía

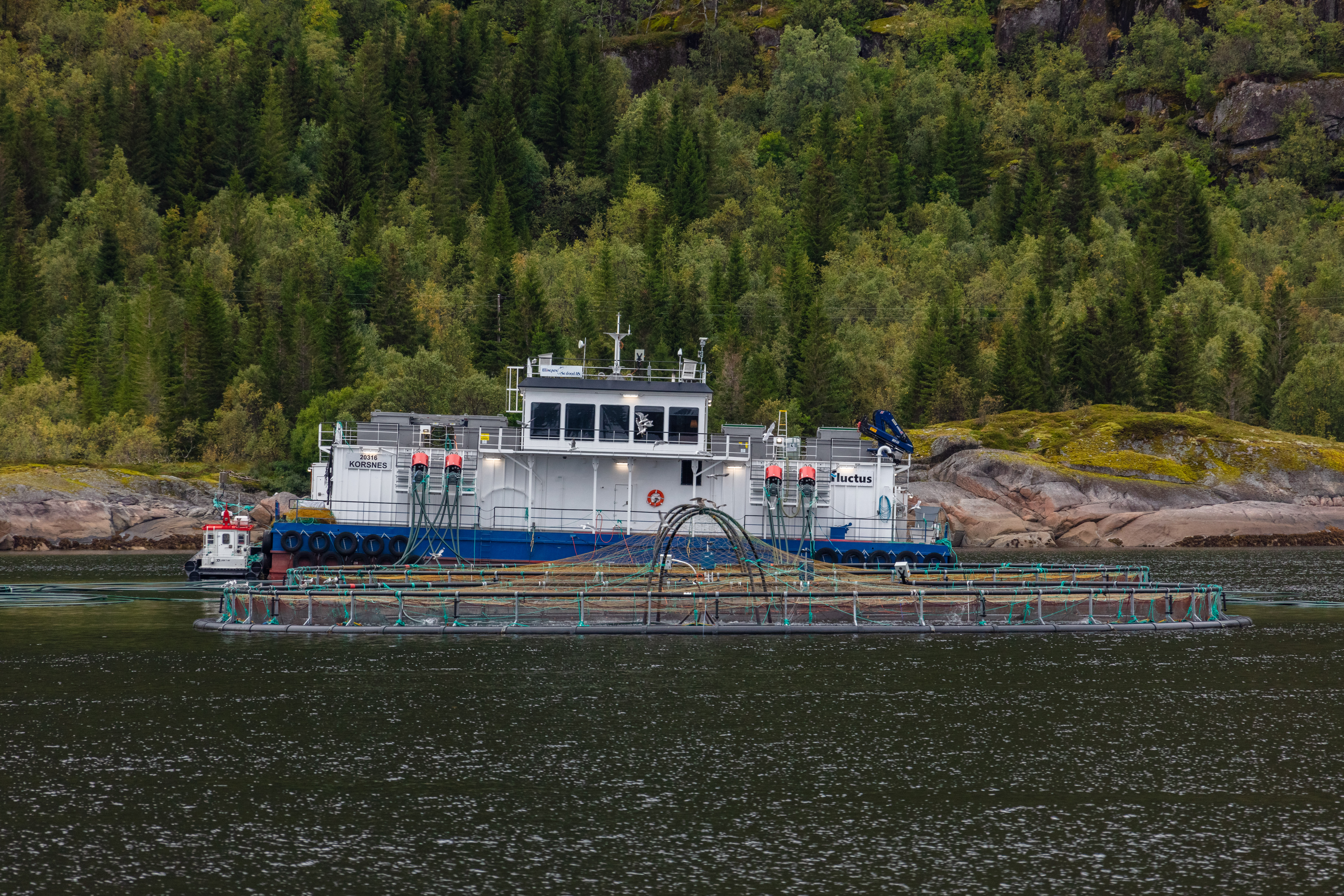
Jaulas flotantes de salmón, esencial actividad económica.

La primera formación urbana conocida en el norte de Noruega, Vågar, estaba situada alrededor del estrecho puerto natural cerca de Kabelvåg, justo al oeste de Svolvær. Vågar se menciona en la Heimskringla, y podría haber sido fundada hacia el año 800. Una de las primeras iglesias en Nord-Norge fue muy probablemente construida aquí, aproximadamente hace unos novecientos años.
La base económica más importante para la ciudad ha sido siempre la gran cantidad de pesca de bacalao. Asimismo, las piscifactorías de salmón son importantes para el municipio de Vågan, como también sucede en Secora y en Lofotkraft. Svolvær recibió privilegios de ciudad en el año 1918, pero no fue así en todo momento debido a la integración con otros municipios circundantes en 1964. En el año 1996 se declaró de nuevo la municipalidad.
El turismo se ha ido convirtiendo en una actividad cada vez más importante en todas las Lofoten. Svolvær, al ser una de las poblaciones más grandes, es un centro importante de transportes y un punto de partida común para muchos visitantes del archipiélago. Aproximadamente doscientos mil turistas pasan por Svolvær cada año. En la ciudad hay varios hoteles. En general, se encuentran más integrados en el paisaje y en la arquitectura de la zona, pero también se han construido recientemente otros que rompen con esa línea y han llegado a ser criticados.
En general, Lofoten es una tierra para marineros, artistas y también para escaladores, debido a la tradicional pesca y a los bellos paisajes montañosos. Muchos artistas se han instalado en Svolvær, por lo que son abundantes las galerías de arte. También se puede encontrar en la pequeña ciudad un museo acerca de la Segunda Guerra Mundial, llamado Lofoten Krigsminnemuseum. Noruega, a pesar de declararse neutral durante la contienda, fue invadida por las tropas alemanas. Otra atracción turística son los recorridos para el Avistamiento de cetáceos. En verano se centran en la visión de cachalotes y en invierno y finales de otoño en la de orcas. En barco también hay excursiones desde Svolvær de temática más paisajística a Raftsundet y al Trollfjord o Fiordo del trol, por ejemplo.

## Situación y clima
Svolvær se encuentra en el archipiélago de Lofoten-Vesterålen, concretamente en Lofoten, en la costa sur de la isla de Austvågøy, de cara a mar abierto hacia el sur y protegida al norte por montañas. La más famosa de las elevaciones, Svolværgeita, fue escalada por primera vez en 1910. En ella hay un saliente de la roca muy peculiar conocido como "pata de cabra". Svolvær también está localizado en islas más pequeñas, como Svinøya, conectada a la isla principal por el puente Svinøy, que mide 359 metros de largo y fue inaugurado en 1964.
Escudada por las montañas al norte y al oeste, en Svolvær hay menos niebla y en verano las temperaturas diarias son más altas que las de la parte occidental de Lofoten. Por otro lado, la cercanía de las montañas provoca una mayor cantidad de precipitaciones lluviosas, las cuales son más fuertes en otoño e invierno; en octubre llueve tres veces más que en junio.
| Mes | Ene  | Feb  | Mar  | Abr | May | Jun  | Jul  | Ago  | Sep | Oct | Nov | Dic  |
| --- | ---- | ---- | ---- | --- | --- | ---- | ---- | ---- | --- | --- | --- | ---- |
| Media mensual (°C) | -1,5 | -1,8 | -0,3 | 2,2 | 6,5 | 10,1 | 13,0 | 13,0 | 9,0 | 5,2 | 1,8 | -0,5 |
| Precipitación media (mm) | 159  | 134  | 112  | 88  | 63  | 67   | 87   | 94   | 146 | 210 | 160 | 180  |
| Fuente: Instituto de Meteorología de Noruega Todos los datos para Svolvær, periodo 1961-1990; las temperaturas tienden a ser más cálidas en los últimos años. |      |      |      |     |     |      |      |      |     |     |     |      |

## Comunicaciones

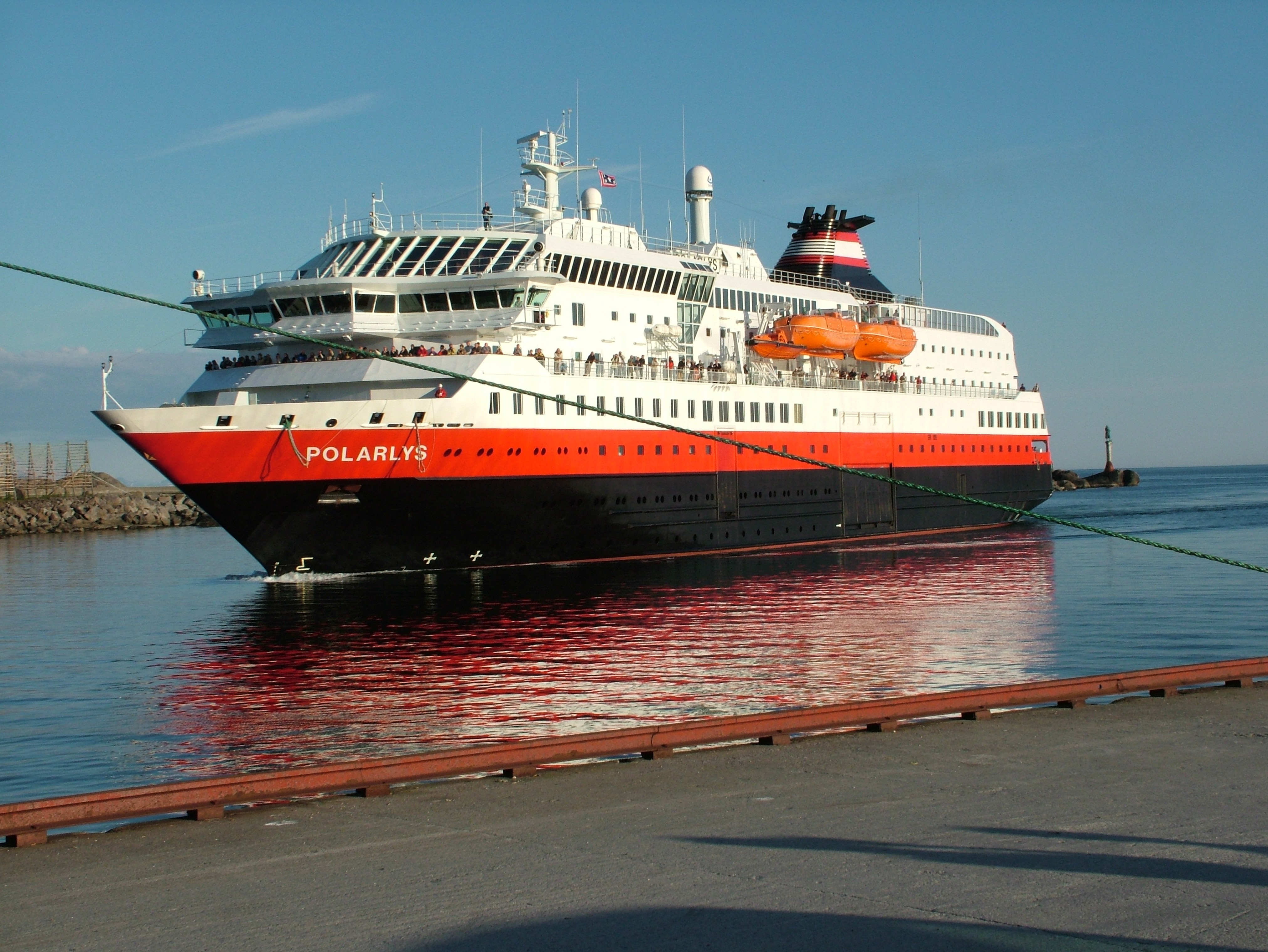
Hurtigruten "Polarlys" en Svolvær.

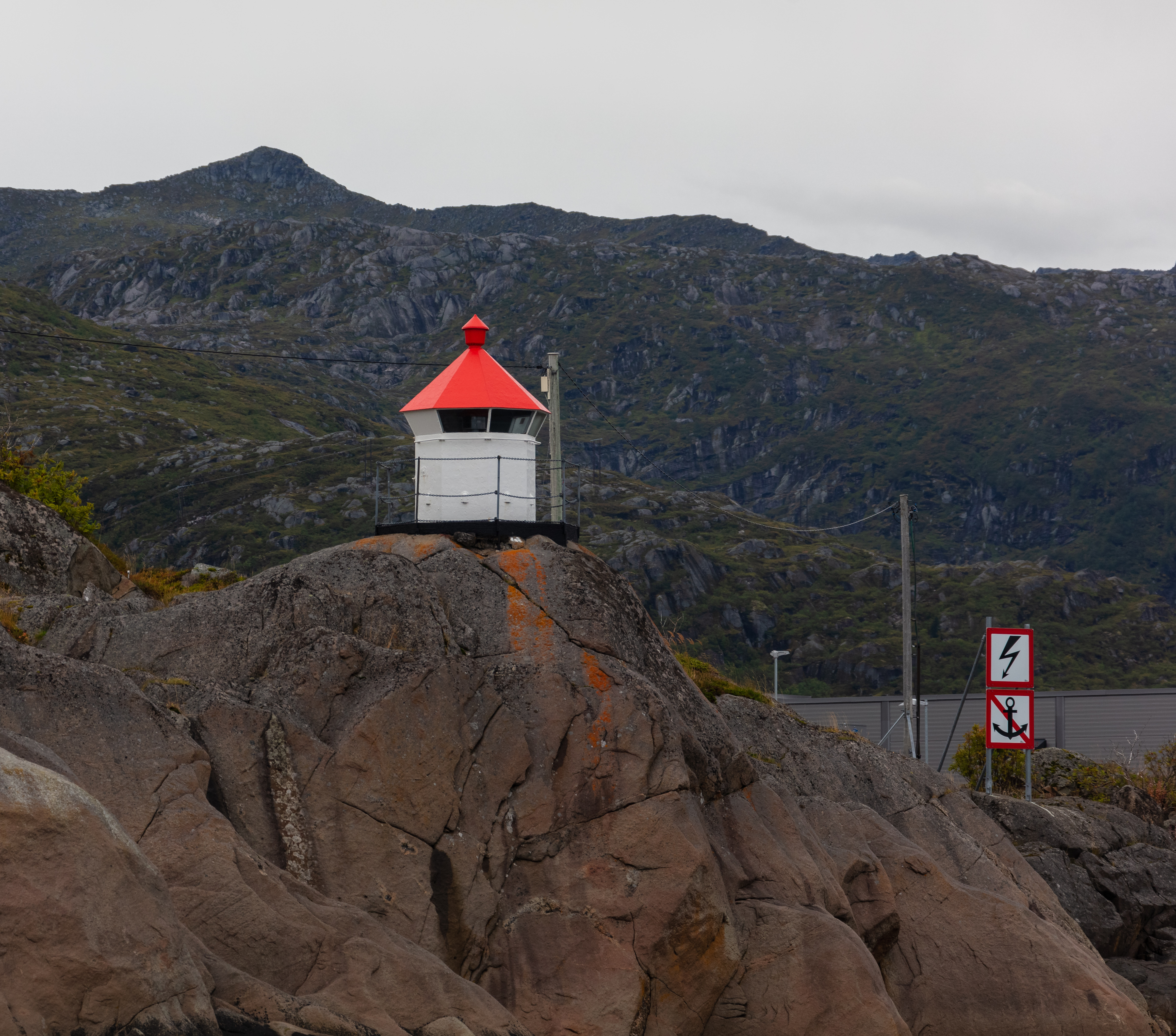
Faro en Svolvær.

En las proximidades de Svolvær hay un aeropuerto regional: Svolvær-Helle. Además, el puerto de Svolvær constituye una parada para el Hurtigruten. Existe también una conexión marítima por ferry con Skutvik en Hamarøy, y otras conexiones más rápidas hacia Bodø. La carretera Lofast (la nueva E10) fue abierta oficialmente el 1 de diciembre de 2007 y dio a Svolvær acceso al territorio continental noruego y al aeropuerto de Harstad/Narvik-Evenes. Hay establecidas líneas de autobús hacia Evenes (tres horas) y hacia Narvik (cuatro horas y quince minutos).

## Ciudades hermanadas
- Ancona, Italia

## Personas conocidas de Svolvær
- Jack Berntsen, cantante (1940–)
- Ola Bremnes, cantautor (1955–)
- Kari Bremnes, cantautora (1956–)
- Lars Bremnes, cantautor (1964–)
- Gunnar Berg, pintor (1863–1893)